# Phonotimpus
Phonotimpus là một chi nhện trong họ Phrurolithidae.

## Các loài
- Phonotimpus eutypus Gertsch & Davis, 1940
- Phonotimpus pennimani Chamé-Vázquez, Ibarra-Núñez & Jiménez, 2018
- Phonotimpus separatus Gertsch & Davis, 1940
- Phonotimpus talquian Chamé-Vázquez, Ibarra-Núñez & Jiménez, 2018